# Bataillon de police « Tavr »
Le bataillon d'assaut « Taureau », de son nom complet Bataillon d’assaut « Taureau » des forces spéciales de Police (en ukrainien : Штурмовий батальйон поліції Тавр, abrégé en Шбп Тавр), est un bataillon de volontaires à vocation spéciale de la Brigade d'assaut de la police nationale « Liout ».

## Historique, batailles et garnisons
Le bataillon a été créé le 5 mai 2022 sur la base de l'ancien Bataillon PSPOP « Saint-Nicolas » (en).
Le bataillon participe aux combats durant la défense de Mykolaïv contre l'invasion russe.

## Traditions
Le 1er juin 2023, à l'occasion de la Journée de l'enfance, les membres du bataillon ont visité les familles de leurs compagnons tombés au combat.

## Pertes
major de police Volodymyr Volochyn (31 mars 2023),,.